# Littérature de langue comtoise
La littérature de langue comtoise concerne toute la production littéraire rédigée en franc-comtois, langue d'oïl de la Franche-Comté et du canton du Jura. Si le premier texte connu remonte à 1525, des œuvres paraissent encore aujourd'hui dans ce qui est de plus en plus considéré comme une langue à part entière à l'instar du picard, du wallon ou du gallo.

## Historique

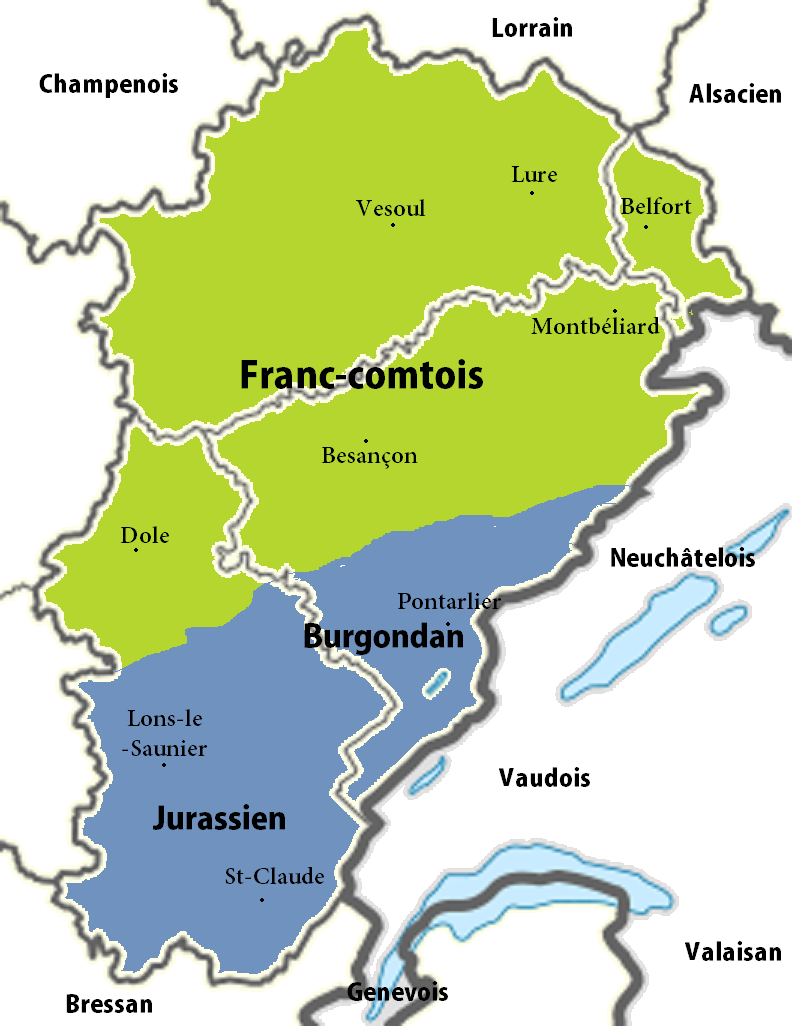
Aire de répartition géographique de la langue comtoise en Franche-Comté.

### Les prémices
Si les premiers textes écrits véritablement en franc-comtois sont pour la plupart postérieurs à la conquête française, des auteurs comme Colette Dondaine ou Paul Delsalle ont distingué plusieurs prémices littéraires dans leurs études. 
Ainsi une filiation entre le texte médiéval de 1284 Li abrejance de l'ordre de chevalerie de Jean Priorat et le franc-comtois peut être faite, mais c'est surtout un autre texte du XIIIe siècle, L'isopet de Lyon, qui peut être considéré selon W. Foester comme écrit en dialecte franc-comtois. 
L'historien Paul Delsalle considère également que le Journal du poète Jean Vuillemin du début du XVIe siècle « correspond peut-être à ce que nous pourrions appeler du patois, du patois comtois ».

### Littérature comtoise
En Franche-Comté, la première production littéraire connue écrite en franc-comtois remonte à 1525 et concerne les faits d'armes de Généry (ou Jean Neury) et de Richard Prévôt dans le cadre de la Guerre des paysans. Il s'agit du chant du Rosemont. Il faut attendre un siècle et demi pour retrouver d'autres textes provenant de Besançon : le Dialogue de Porte Noire et de Pilory sur la prise de Besançon par les Français datant de 1668 revient sur la toute récente conquête de la Franche-Comté par la France.
À partir de ce texte, on peut dégager deux périodes littéraires du franc-comtois : une première commençant à la fin du XVIIe siècle et concernant tout le XVIIIe siècle et une seconde allant de la fin du XIXe siècle à aujourd'hui.
Le XVIIIe siècle fait de Besançon la capitale de la Franche-Comté, désormais province française, mais aussi le grand centre littéraire du franc-comtois. Les Noëls bisontins sont le genre de littérature comtoise le plus populaire, ils influencent considérablement toute la province ainsi que l'Évêché de Bâle et la Bresse. C'est le capucin Christin Prost qui les rédige d'abord dans la seconde moitié du XVIIe siècle puis l'imprimeur-libraire François-Gauthier (Francet-Gauthie en franc-comtois de Besançon) dans la première moitié du XVIIIe siècle livre la majeure partie des Noëls. Ces Noëls, avant tout créations littéraires de lettrés sont aussi le témoignage d'un patrimoine oral, chanté en période de fête. Outre les Noëls on peut citer les poèmes de Jean-Louis Bisot, ancien conseiller au bailliage de la ville, qui a écrit quelques poèmes en franc-comtois dont Arrivée dans l'autre monde d'une dame en paniers (Besançon, 1735) et La jacquemardade (Dole, 1753) poème épi-comique. Ces poèmes influencent à la même époque l'abbé jurassien Raspieler qui livre le premier texte connu en franc-comtois du canton du Jura : Les paniers, poèmes satiriques.
Au XIXe siècle, la littérature comtoise tombe dans l'oubli et ne se régénère pas, elle est progressivement redécouverte avec les publications de Thomas Bélamy sur les Noëls en 1842, 1858 et 1872 et le recueil de traditions locales bisontines d'Auguste Bailly donnant naissance à la Crèche bisontine, drame populaire inspiré des Noëls. Les travaux de folkloristes franc-comtois comme Alexandre Verdel, Max-Buchon, Charles Beauquier et jurassiens comme Jules Surdez permettent de refaire surgir à partir de la seconde moitié du XIXe siècle une nouvelle littérature inspirée des chants folkloriques et des contes locaux.
Au XXe siècle, la production littéraire se diversifie. À Montbéliard est édité L'Ulysse et la Climène de Madeleine et Georges Becker, riôles franc-comtoises datant de 1949. Un important travail de réédition est fait avec la réinterprétation de la Crèche de Jean Garneret et la nouvelle édition des Noëls de Colette Dondaine. Mais c'est dans le nord du domaine que le renouveau est le plus notable : toute une littérature en franc-comtois ajoulot prend naissance à partir des nombreux contes, pièces de théâtre et nouvelles de Jules Surdez dont la relève est assurée par des auteurs jurassiens comme Jean Christe dit Le Vâdais et Joseph Badet dit Djôsèt Barotchèt.

## Genres littéraires

### Le théâtre et les dialogues
Genre très populaire, car étant le plus proche de l'expression orale. Le dialogue de Porte Noire et Pilory est l'un des premiers textes connus en franc-comtois. De nombreuses pièces de théâtre ont été écrites durant le XXe siècle par J. Surdez, Djosèt Barotchèt, P. René en franc-comtois. Les Noëls de par leur forme s'apparentent également à des dialogues.

### Les Noëls (Noüés) et crèches
Ce genre d'expression littéraire, mis sur le papier par Christin Prost (XVIIe siècle) et Francet Gauthie (XVIIIe siècle), puis plus tard par Max-Buchon (XIXe siècle), J. Garneret et C. Dondaine (XXe siècle) reprend les traditions orales bisontines et particulièrement celles du quartier Battant. Il tient à la fois du chant, du théâtre et de la poésie.
En effet les Noëls étaient à l'origine chantés ou joués dans des crèches.
Les Noëls bisontins ont la particularité de prendre pour cadre la Nativité, de la transposer à Besançon et dans le contexte de l'époque (guerres, famines...). On retrouve un certain nombre de personnages reflétant tous le spectre social de la société comtoise du XVIIIe siècle : des bergers des montagnes aux vignerons bousbots. On retrouve souvent les mêmes personnages hauts en couleur aux noms typiques : Golenot, Golenotte, Tiennot, Jannot...
D'autres Noëls de langue comtoise ont été écrits à Vanclans ou dans le canton du Jura. À Porrentruy « des enfants portant suspendue à un bâton une lanterne mobile chantaient devant chaque demeure un cantique", cette pratique des Noëls chantés durera jusqu'en 1845.
La Crèche comtoise est l'héritière de ces Noëls. Les personnages centraux en sont Barbizier (Bairbizie) et La Nature (Lai Naitoure), caricature de la communauté vigneronne de Besançon.
La crèche comtoise est jouée également dans la ville de Maîche (Haut Doubs) par une troupe d'amateurs exceptionnels. Barbizier, un des personnages importants de cette crèche fut Pierre-François Cartier qui nous a quittés prématurément en 2008. Les représentations agrémentées du chœur des Anges et celui des Bergers sont des moments forts pour tous ceux qui aiment le franc-comtois. Chaque fois la salle est comble.

### Lesfôlesoutriôles
Ce sont là les dénominations ajoulottes des contes fantastiques. Jules Surdez en rapporte un certain nombre, dont « Lai fôle di véye tchevâ » (inspiré des musiciens de Brême des frères Grimm) et la « Triôle di Pucetat » (Le Petit Poucet). G. Lovis a publié les collectages de Surdez dans Contes fantastiques du Jura.

### Lesracontottesouraicontes
Les racontottes sont le genre le plus commun de récits en franc-comtois. Signifiant petites histoires, elles mêlent contes villageois, récits historiques et anecdotes paysannes sur un format très court. Elles sont racontées à l'occasion des lôvraies (veillées).
La Racontotte est le nom d'élection des cahiers d'écologie et de traditions comtoises, revue explorant le patrimoine naturel et humain franc-comtois et proposant des racontottes franc-comtoises d'Henri Tournier ou Pierre Mathiot. R. Bichet a publié également un livre rassemblant près de 380 racontottes provenant d'environ 200 villes et villages de Franche-Comté.

### Lesryôles
Les ryôles ou rioules désignent en Haute-Saône des contes amusants, elles s'apparentent aux racontottes. Le recueil le plus célèbre de ryôles est L'Ulysse et la Climène de Madeleine et Georges Becker.

### Lesfiaumeset autres fables
Les fables sont très répandues dans la littérature populaire. De nombreuses fables de La Fontaine ont été traduites en franc-comtois. La parabole de l'enfant prodigue a été traduite en de nombreux dialectes francs-comtois.

### La poésie
Les paniers (las painies) sont considérés comme les premiers poèmes de langue comtoise. Écrits par J.-L. Bisot de Franche-Comté et F. Raspieler du canton du Jura, ce sont des poèmes satiriques parlant de la descente aux enfers d'une femme à scandale.
Les Noëls s'apparentent aussi à des poésies.
Des recueils de poèmes ajoulot, montbéliardais et morgelot ont été édités.

### Les chansons populaires
Le franc-comtois a toujours eu d'abord une manifestation orale. De très nombreuses chansons franc-comtoises ont été retranscrites en langue comtoise, notamment par Alexandre Verdel en 2 tomes et par J. Garneret et C. Culot en trois tomes.
Dans le Jura, l'ancien évêché de Bâle, X. Kolher distingue plusieurs types de chants spécifiques : les voéyeris et les abaidjes. Les voéyeris se faisaient dans le cadre de rondes, les coraules, dans lequel les danseurs s'échangeaient des vers improvisés en chantant. Les abaidjes (chants du soir) étaient des chants mélancoliques et plaintifs qui ne sont plus pratiqués depuis le début du XIXe siècle.

### Les proverbes
Les proverbes peuvent être considérés comme faisant partie du patrimoine littéraire franc-comtois. Robert Bichet, dans Proverbes et dictons de Franche-Comté, retranscrit près de 400 proverbes en franc-comtois.

## Textes

### Lechant du Rosemont
Cette ballade ancienne, chantée en franc-comtois, célèbre la mémoire de Généry (ou Jean Neury) et de Richard Prévôt (chef d'une troupe de paysans qui participa à la Guerre des Paysans ayant agité le monde germanique en 1525 :
Ço d'Généry de Vescemont, que Due le boute en gloire

Al o vortchie tros djous, tros neus por rassembia son monde

Al o vortchie ...

Adue veu dire, Reucha Preveux, veus qu'a veute bonnîre.

Nezu l'ans layi là dedans Tcha, dedans Tcha la djeulie

Où i a laichie cinq cent piétons por vadjai la bonnîre.

Dechu la breutche di Vadeau neu rancontans dé mires

Et tant piétons que cavailies neuz étins quinze mille

Détchassie vos, cos de de Béfô, por pessa la revîre.

C'qui n'saront pessa lou pont pessrant dans la revîre.

Regaidje en hâ, regaidje en bé, ne sa qué tchemin panre

Al en tirie en contre-vâ, devé lai croux de pîre

Dechu la breutche des Ainans neuz an repris la pridje

Tos les pos et tos les motons, tote la boirdgerie.

Al ai piqua s'tchouva moirat por satai lai barîre

Son tchapai a tchu en dèrie, no voyu le reçudre

Tos lais dgens de Djéromingny tchaulin quement des andges

Et tos cé de Serminmingny brelin quement des tchîvres

S'il avint pessa poi Angeot, revenu poi Larivîre

Tos les afants di Rosemont s'rint tos avu des chires.
En voici une traduction en français du XIXe siècle :
C'est Jean Neury de Vescemont, que Dieu le boute en gloire

Il a marché trois jours et trois nuits pour rassembler son monde.

Que Dieu vous garde Richard Prévost ! Où est votre bannière ?

Nous l'avons laissée dans Chaux, dans Chaux la jolie.

Où on a laissé cinq cents piètons pour garder la bannière.

Sur le pont de Valdoie nous rencontrons les messieurs.

Et tant piètons que cavaliers nous étions quinze mille.

Déchaussez-vous Coqs de Belfort, pour repasser la rivière.

Ceux qui ne repasseront pas le pont, repasseront dans la rivière.

Ils regardent en haut, ils regardent en bas, ne savent quel chemin prendre.

Ils ont pris à contrevau, du côté de la Croix de pierre.

Sur le pont des Ainans, nous avons repris nos biens.

Tous les porcs, tous les moutons, toute la bergerie.

Ils ont éperonné leurs chevaux gris pour sauter la barrière.

Un chapeau est tombé en arrière, nous voulions le leur rendre.

Tous les gens de Giromagny chantaient comme des anges.

Tous les gens de Sermamagny braillaient comme des chèvres.

S'ils avaient passé par Angeot et s'ils étaient revenus par Larivière,

Tous les enfants du Rosemont seraient devenus des seigneurs.

### Extraits de Noëls comtois
N'oubliant pas Belia,

Monta dessus n'ânon,

Das brenicles su son nâ,

Pouthant ne lantâne,

Aibillie en lou-gairou,

Su son douë ne pé de lou,

Tra la la la,

Que sembla n'infâme.

L'aivint pou lieu tambourin,

Das veilles rechottes,

Et sounint lou toquecin,

Dessus das caissôtes,

Y counint daivouë das couës

Dont on crie « jetie las poës »

Tra la la la

Ças pouëres paignottes !
Tin-te hie, compâre, y t'en aissure,

Que pathou la pieres sont dures,

Et pathou on ait prou de maux,

En tous pays las montaignes sont rudes,

Y n'y ait ran té que son houtô,

T'é di froument, di vin, di bô,

Et cependant,

Et cependant Tounot murmure...

### Fable du corbeau et du renard (Melisey):Lo corbé et lo rena
Mâtre corbé d'chu un arbe pertchi

Tênait dans son boc un fromâidge.

Mâtre rena poi la sentue âitîri

I tint è peu pri ce langdge.

"eh, bonjo mossieu di corbé

qu'veuzites bin, que veu me senbia bé

sans menta si veutre râimèdge se râipotche

âi veutre pieumâidge

veu zites lo roi dies hâibitants dé cibeux

è ci mots, le corbé ne se sent pu de piâidgi

et po montra sâi belle voix

et ouvre un lardge boc è lâiche tchour son fromâidge

Lo rena lo prend et dit :

" âiprena que to fietou vit aux dîpens de s'tu qui l'icoute

ste leçon vaut bin un fromâidge sans doute"

Lo corbé, hontouse et to bète

djura, mâi un peu tâ

qu'on ne lo prendrâi pu.

## Auteurs de langues comtoises (d'hier à aujourd'hui)
- Christin Prost (Besançon, 1629- 1671)
- Ferdinand Raspieler (Jura, Suisse 1696 - 1762)
- Jean-Louis Bisot (Besançon, 1702 -?)
- François Gauthier (Besançon ?- 1730)
- Alexandre Verdel, chansonnier (Avanne, fin XIXe siècle)
- Jules Surdez (Jura, Suisse 1879-1964)
- Jean Garneret (Clerval, 1907-2002)
- Joseph Badet dit Djôsèt Barotchèt (Jura, Suisse, 1915-2007)
- Madeleine Becker (Montbéliard)
- Georges Becker (Montbéliard)
- Henri Tournier (Russey)
- Pierre Mathiot (Isles sur le Doubs)
- René Pierre (Montreux-Jeune)
- Henri Tournier (Besançon)
- Jean Christe dit Le Vâdais (Jura, Suisse)
- Gaston Brahier (Jura, Suisse, 1927 -)
- Madeline Froidevaux-Queloz (Jura, Suisse)
- Étienne Froidevaux-Queloz (Jura, Suisse)

## Œuvres et recueils d'œuvres en langue comtoise
- Chant du Rosemont, 1525
- Dialogue de Porte Noire et de Pilory sur la prise de Besançon par les Français 1668
- Les Noëls, Christin Prost et François Gauthier, rassemblés par C. Dondaine
- Arrivée dans l'autre monde d'une dame en paniers, 1735, J.L Bisot
- Les Paniers, Ferdinand Raspieler, 1735
- La jacquemardade, 1753, J.L Bisot dit Felebâ Lanvuron de la rue Reviremanté
- La Crèche, Auguste Bailly
- Noëls et chants populaires de la France-Comté, 1863, Max-Buchon
- Chansons franc-comtoises, comiques, historiques et patriotiques, tant en français qu'en patois du pays, 2 Vol, 1888-1895, Alexandre Verdel
- Blason populaire de Franche-Comté, C. Beauquier, 1897
- Contes fantastiques du Jura, recueillis par J. Surdez, rassemblés par G. Lovis
- Vieux contes du Jura recueillis à Ocourt par Jules Surdez, rassemblés par G. Lovis
- Châtenois et environs : légendes, contes, fables, patois d'A. Vautherin, rassemblés par E. Brunetta
- Ulysse et Climène, contes en patois de Montbéliard, 1949, Madeleine et Georges Becker
- Poèmes Morgelots en Patois, 1963, R. Haaz
- La Crèche de Jean Garneret, 1974
- Chansons populaires comtoises, 3 vol, 1972-1985, J. Garneret, C. Culot
- Contes recueillis en Franche-Comté, 1988, J. Garneret
- Racontottes de Franche-Comté, R. Bichet
- A cârre di füe, 1975, Christe Jean dit Le Vadais
- A d'vaint l'heus, 1976, Christe Jean dit Le Vadais
- Le Rveniaint, 1978, Christe Jean dit Le Vadais
- Dos le gros nouchie, 1984, Christe Jean dit Le Vadais
- Musattes, Joseph Badet dit Djoset Barotchet
- En lai Croujie, 1974, Joseph Badet dit Djoset Barotchet
- Vétçhans l'Houre qu'ât li, 1996, Gaston Brahier
- R'émeûdre di patois, 1995, Madeline et Étienne Froidevaux-Queloz
- Lai Grosse Bétije, René Pierre
- In boquat d'lôvrattes : recueil de textes en patois, 2002, Union des patoisants en langue romane
- Sôris de Paitchi-feûs : recueil de textes en patois, Union des patoisants en langue romane